# Joan I Àngel-Comnè
Joan I Àngel-Comnè o Joan Comnè Ducas fou governant del Despotat de l'Epir, que en aquell temps era un estat vassall de Bulgària. Va arribar al poder després que el seu pare Teodor aconseguís el 1237 influències per fer fora del govern el seu germà Manuel i l'instés a acceptar el càrrec. Va governar des de Tessalònica i va fer servir el títol de basileu (1237-1242) fins que l'emperador de Nicea el va obligar a fer servir el títol de dèspota (1242-1244) i a fer-se vassall seu.

## De vassall dels búlgars a basileu
Joan era fill de Teodor I Àngel-Comnè i de la seva esposa Maria Petralifena.
Les primeres dades que es tenen d'ell corresponen a la seva captura, juntament al seu pare, en la batalla de Klokòtnitsa, a la riba superior del riu Maritsa, a mans de l'exèrcit búlgar. Tots dos van ser traslladats a la cort del tsar Ivan II Assèn on, inicialment, van ser ben tractats, però quan es va descobrir que Teodor, amb la col·laboració de Joan, ordien un complot contra Ivan, aquest va donar ordre de cegar Teodor.
La captivitat va durar sis anys, fins que Ivan Assèn va enviudar i es va casar amb la germana de Joan, Irene, i llavors els va permetre tornar a la seva terra. Joan va acompanyar el seu pare a Tessalònica, la capital del país, que ara estava governat pel seu oncle Manuel I Àngel-Comnè com a estat vassall de Bulgària. Teodor va entrar a aquesta ciutat fent-se passar per un rodamon i va contactar amb la noblesa per cercar suport per fer fora Manuel. Els nobles li van fer costat perquè, encara que estava cec, li mantenien fidelitat per respecte a les conquestes que havia fet en el passat. A Manuel li van arribar rumors i, temerós pel que s'estava preparant, va fugir cap a l'Àsia Menor.
Teodor va insistir que Joan acceptés el càrrec que quedava vacant però ell, que era de caràcter religiós, s'hi va negar i va explicar que preferia la vida monàstica. Llavors el pare el va convèncer dient-li que era la voluntat de Déu que fos emperador o, si no fos així, Déu no li hagués concedit tenir descendència. Joan va cedir a la petició del seu pare i va acceptar el càrrec però Teodor, que va prendre el títol de senyor de Vodena, va ser qui realment governava.
A començaments del 1239, el seu oncle Manuel va tornar amb una flota de sis vaixells proporcionada per Joan III Vatatzes, emperador de Nicea, decidit a recuperar el tron. Va desembarcar a Tessàlia, a prop de Demètries. En poc temps va ocupar Farsàlia, Làrissa i Platamon. Davant la perspectiva d'una guerra civil Teodor va suggerir a Joan una trobada amb Manuel per pactar un repartiment del territori. Segons aquest acord Manuel rebia Tessàlia, Joan mantenia la possessió de Tessalònica i els territoris de Macedònia fins als punts més occidentals, Vodena i Ostrovo, mentre que Constantí (cosí de Joan i fill del general Constantí) quedava confirmat en el seu apanatge d'Etòlia i Acarnania.
El seu cosí Miquel II Àngel-Comnè Ducas (fill del fundador de l'estat que ell governava, Miquel I), va tornar de l'exili al qual l'havia enviat Teodor i, aprofitant el caos de poder, va apoderar-se del govern a l'Epir, Etòlia i Acarnània, i es va proclamar dèspota a aquestes regions i a Corfú, deixant a Joan només alguns territoris, principalment a Tessàlia. Quan el 1241 va morir Manuel, Miquel II es va afanyar a entrar a Tessalònica i assegurar també aquesta ciutat.

## De basileu a dèspota
El fet que Joan fes servir el mateix títol que anteriorment havia fet servir el seu pare, basileu i autòcrata dels romans, va ofendre l'emperador de Nicea, que també el feia servir i es considerava l'hereu legítim d'aquest títol que tradicionalment havien emprat els emperadors romans d'Orient. El 1242, Joan III Vatatzes va convidar Teodor amb l'excusa de parlar amb ell d'una ofensiva contra l'Imperi Búlgar aprofitant que Ivan Assèn havia mort i al seu lloc hi havia el seu fill de set anys. En realitat es tractava d'una excusa per retenir Teodor com a ostatge i així forçar Joan a negociar. Després de quaranta dies de converses, Joan va acceptar renunciar al títol d'emperador (basileu); des de llavors adoptaria el títol de dèspota i es declarava vassall de Nicea. El pare va ser alliberat i es va retirar a Vodena.
Joan va morir dos anys després, el 1244, i el va succeir el seu germà Demetri Àngel-Comnè, que no es va fer estimar gaire pels ciutadans.